# Hexagenia albivitta
Hexagenia albivitta is een haft uit de familie Ephemeridae. De wetenschappelijke naam van de soort is voor het eerst geldig gepubliceerd in 1853 door Walker.
De soort komt voor in het Nearctisch gebied en het Neotropisch gebied.